# Глизе 3877
Глизе 3877 (GJ 3877), LHS 3003, LP 914-54 — одиночная звезда в созвездии Гидры на расстоянии приблизительно 23 световых лет (около 7,1 парсек) от Солнца. Видимая звёздная величина звезды — +17,141m. Возраст звезды определён как около 1,8 млрд лет.
Это одна из ближайших к нам звёзд.

## Характеристики
Глизе 3877 — красный карлик спектрального класса M7Ve, или M7V, или M7. Масса — около 0,0929 солнечной, радиус — около 0,123 солнечного. Эффективная температура — около 2996 K.
Глизе 3877 представляет собой тусклый и холодный красный карлик 17 видимой звёздной величины. Его масса составляет 8% массы Солнца, что приближает его к классу коричневых карликов. LHS 3003 является переменной звездой, относящейся к типу вспыхивающих звёзд. Планет в данной системе пока обнаружено не было.